# Antoine André Louis Reynaud

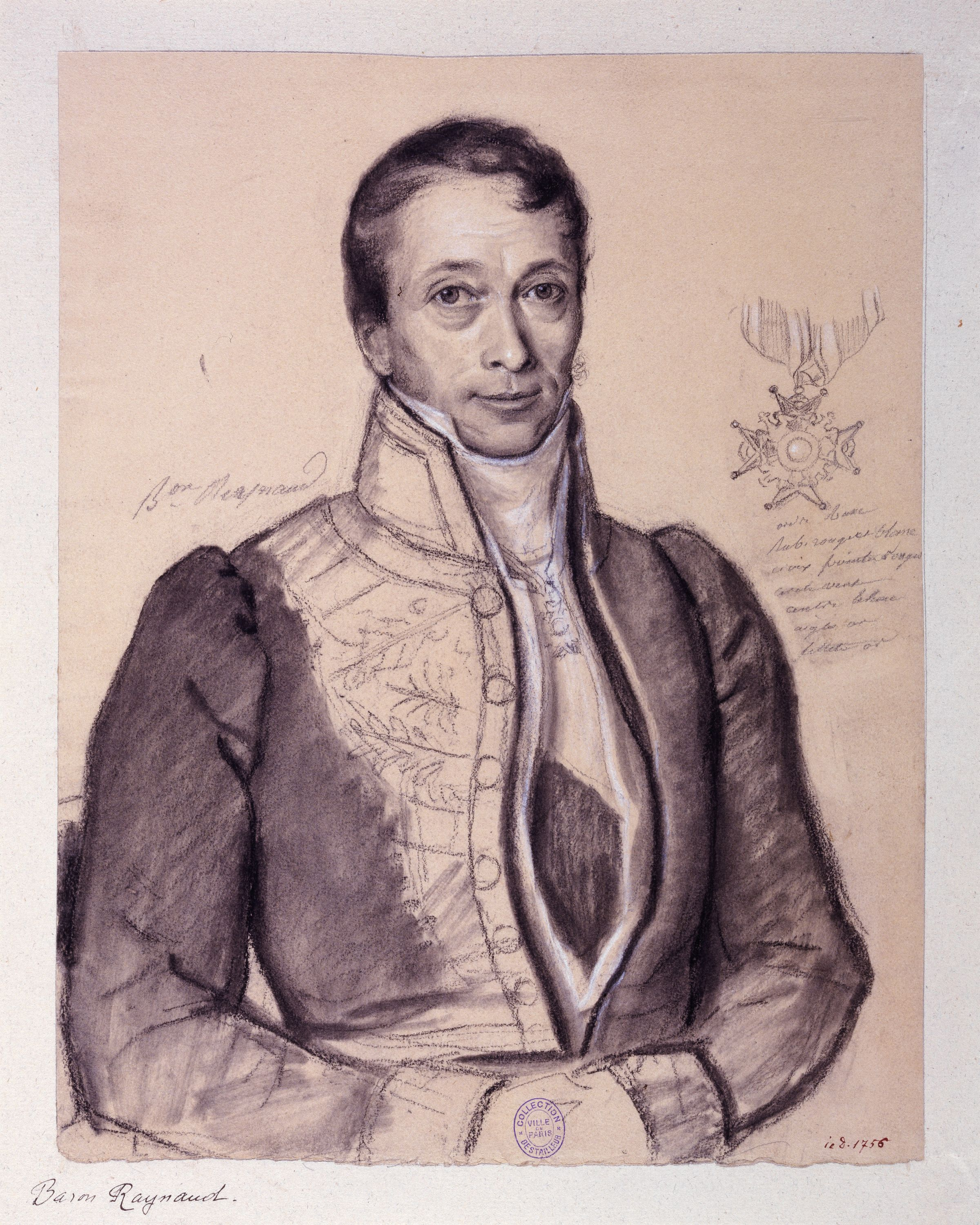
Antoine André Louis Reynaud

Trigonometrie-Lehrbuch von Reynaud 1818

Antoine André Louis Reynaud (* 12. September 1771 in Paris; † 24. Februar 1844 ebenda) war ein französischer Mathematiker.

## Leben
Reynaud war der Sohn eines Anwalts am Parliament von Paris. Als Schüler schrieb er einige Theaterstücke. Er nahm aktiv an der französischen Revolution teil, wurde 1790 Hauptmann im Régiment d'Elèves (Schüler- und Studenten-Regiment) und 1792 trat er der Nationalgarde bei. Auf Druck der Familie musste er aber seine militärische Karriere aufgeben und wurde Buchhalter, war aber zur Mathematik hingezogen. 1796 gab er seinen Beruf nach vier Jahren auf und begann sein Studium an der École polytechnique. 1798 schloss er als Bester seines Jahrgangs ab und wurde zum Corps des Ponts et Chaussés kommandiert, durfte aber weiter an der École Polytechnique Mathematik studieren. 1800 wurde er Lehrer an einer Vorbereitungsschule zur École Polytechnique (ohne Salär), unterrichtete an einem Lyzeum und wurde 1804 Lehrer an der École Polytechnique, an der er 1809 Examinator wurde. 1808 bis 1811 war er Assistent von Gaspard de Prony bei dessen Mechanik-Vorlesungen und 1812 bis 1814 hielt er die Analysis Vorlesung als Nachfolger von Louis Poinsot (sein Nachfolger war 1815 Augustin-Louis Cauchy). Politisch stand er ab 1814 auf Seiten des Königs Louis XVIII. Zuletzt lehrte er an der Marineschule in Brest.
1806 leitete er die geodätische Landesaufnahme Frankreichs.
Er ist als erfolgreicher Verfasser von Lehrbüchern bekannt, darunter seine Bearbeitung des Arithmetik-Lehrbuchs von Étienne Bézout, das über 26 Auflagen erlebte und viele originäre Beiträge von Reynaud enthält. Bekannt ist er auch für ein Trigonometrie-Lehrbuch mit Logarithmentafeln nach Jérôme de Lalande (dessen Logarithmen- und Sinustafeln er auch separat herausgab). In diesem Zusammenhang war er einer der Ersten, der systematisch Algorithmen analysierte (wie den Euklidischen Algorithmus).
Er war Ritter der Ehrenlegion.

## Schriften
- Traité d’arithmétique à l’usage des ingénieurs du cadastre, 1804
- Trigonométrie analytique précedée de la théorie des logarithmes, 1805
- Traité d’algèbre, 5. Auflage, Paris: Courcier 1821
- Élémens d’algèbre et introduction au calcul différentiel, Paris: Courcier 1810
- Élémens d’algèbre à l’usage des élèves qui se destinent à l’École polytechnique, à la Marine, à l’École militaire de St-Cyr et à l’École forestière, Paris: Bachelier, 7. Auflage 1828
- Trigonométrie rectiligne et sphérique, Paris: Courcier 1818, Digitalisat
- Traité d’arithmétique, a l’usage des élèves qui se destinent a l’École Polytechnique, 1811
- Problèmes et développemens sur diverses parties des mathématiques, 1823
- Théorèmes et problèmes de géométrie, Paris: Bachelier 1838
- Traité  élémentaire de statistique, 1838
- als Herausgeber und Ko-Autor von Bezout: Traité d’arithmétique a l’usage de la marine et de l’artillerie, 13. Auflage, Paris 1828, Digitalisat
- Cours de mathématiques à l’usage de la marine, 2 Bände, Paris 1830